# Lasionycta moeschleri
Lasionycta moeschleri là một loài bướm đêm trong họ Noctuidae.